# Hradčany
Hradčany er navnet på en bydel i Prag. Den ligger på et højdedrag vest for floden Vltava lige nord for Malá Strana. Det er i Hradčany, at Prags borg ligger, og navnet betyder også "Borgkvarteret".

## Historie
Prags borg blev grundlagt i det 10. århundrede, og der opstod egentlig bybebyggelse i starten af det 14. århundrede. Kvarteret blev delvist ødelagt under husitterkrigene i det 15. århundrede samt en voldsom brand i 1541. Herefter foregik et omfattende nybyggeri, der gør, at kvarteret nu om stunder fremstår som en velholdt del af Prag.

## Turistmål
Hradčanys altdominerende centrum er borgen, der ligger med udsigt over store dele af floden og byen. Men i kvarteret findes også andre bemærkelsesværdige bygninger, herunder Šternberg-paladset, der som en afdeling af Nationalgalleriet indeholder en samling af ældre europæiske kunstværker af blandt andet Rembrandt, Albrecht Dürer og Goya. Et andet markant bygningsværk er Loreta, en helligdom opført under trediveårskrigen af katolikker som modvægt mod den protestantiske fremgang. Helligdommen har været et yndet pilgrimsmål og har et klokkespil fra 1694, der fortsat spiller hver time.
50°05′22″N 14°23′50″Ø / 50.089444444444°N 14.397222222222°Ø